# サッカーモルディブ代表
サッカーモルディブ代表（サッカーモルディブだいひょう、ディベヒ語:ދިވެހިރާއްޖޭ ގައުމީ ފުޓްބޯލް ޓީމް）は、モルディブサッカー協会（FAM）によって編成されるサッカーのナショナルチームである。ホームスタジアムは首都のマレにあるガロル国立競技場。

## 概要
南アジアサッカー連盟所属。現在までFIFAワールドカップ、AFCアジアカップ共に本大会出場経験はなく、1998 FIFAワールドカップ・アジア予選でイランに0-17の当時のワールドカップ予選史上最大点差敗戦を喫したことで話題になり、アジアの中でも最弱国のひとつと認識された。その屈辱を機に強化を図り、2006 FIFAワールドカップ・アジア1次予選では、本大会出場を果たした韓国に対し、ホームでスコアレスドローに持ち込んだ上、格上のベトナムを3-0で下したことで衝撃を与えた。現在では南アジアにおいてインドやスリランカとトップを争うレベルに成長しており、2008年の南アジアサッカー選手権では初優勝を成し遂げ、その後2018年大会で2度目の優勝を果たした。

## 成績

### FIFAワールドカップ
モルディブサッカー協会設立（1982年）以降について記載
- 1982年 - 不参加
- 1986年 - 不参加
- 1990年 - 不参加
- 1994年 - 不参加
- 1998年 - アジア地区予選敗退
- 2002年 - アジア地区予選敗退
- 2006年 - アジア地区予選敗退
- 2010年 - アジア地区予選敗退
- 2014年 - アジア地区予選敗退
- 2018年 - アジア地区予選敗退
- 2022年 - アジア地区予選敗退
- 2026年 - アジア地区予選敗退

### AFCアジアカップ
モルディブサッカー協会設立（1982年）以降について記載
- 1984年 - 不参加
- 1988年 - 不参加
- 1992年 - 不参加
- 1996年 - 予選敗退
- 2000年 - 予選敗退
- 2004年 - 予選敗退
- 2007年 - 不参加
- 2011年 - 予選敗退
- 2015年 - 予選敗退
- 2019年 - 予選敗退
- 2023年 - 予選敗退
- 2027年 - 予選敗退

### AFCチャレンジカップ
- 2006年 - 不参加
- 2008年 - 不参加
- 2010年 - 予選敗退
- 2012年 - グループリーグ敗退
- 2014年 - 3位

## 南アジアサッカー選手権の成績
| 開催年 | 結果    | 試合   | 勝利   | 引分   | 敗戦   | 得点   | 失点   |
| ------ | ------- | ------ | ------ | ------ | ------ | ------ | ------ |
| 1993   | 不参加  | 不参加 | 不参加 | 不参加 | 不参加 | 不参加 | 不参加 |
| 1995   | 棄権    | 棄権   | 棄権   | 棄権   | 棄権   | 棄権   | 棄権   |
| 1997   | 準優勝  | 4      | 1      | 2      | 1      | 6      | 9      |
| 1999   | 3位     | 4      | 2      | 1      | 1      | 6      | 4      |
| 2003   | 準優勝  | 5      | 3      | 1      | 1      | 11     | 4      |
| 2005   | ベスト4 | 4      | 2      | 1      | 1      | 11     | 2      |
| 2008   | 優勝    | 5      | 4      | 0      | 1      | 8      | 2      |
| 2009   | 準優勝  | 5      | 3      | 2      | 0      | 11     | 3      |
| 2011   | ベスト4 | 4      | 1      | 2      | 1      | 5      | 5      |
| 2013   | ベスト4 | 4      | 2      | 1      | 1      | 18     | 3      |
| 2015   | ベスト4 | 4      | 3      | 0      | 1      | 13     | 4      |
| 2018   | 優勝    | 4      | 2      | 1      | 1      | 5      | 3      |
| 合計   | 10/12   | 43     | 23     | 11     | 9      | 94     | 39     |

## 歴代監督
- リッキー・ハーバート 2015-2016
- ペタル・シェグルト 2018-2020

## 歴代選手

### GK
- イムラン・モハメド

### DF
- アハメド・アブドゥラ
- モハメド・ラシード
- イブラヒム・アブドゥラ

### MF
- モハメド・アリフ

### FW
- アリ・アシファク
- アサドゥラ・アブドゥラ
- イスマイル・イーサ
- アハメド・ナシード